# OSCE
OSCE（オスキー、Objective Structured Clinical Examination）は、客観的臨床能力試験のこと。日本の医学部、歯学部、薬学部6年制課程、獣医学部の学生が臨床実習に上がる前に、この試験とCBTの2つに合格することが、臨床実習に進むための条件となっている。2021年、医師法及び歯科医師法が改正され、医師国家試験、歯科医師国家試験それぞれの受験資格にOSCEとCBTの合格者に限られると追記され、これにより医学部、歯学部では2023年8月に公的試験化された。日本において、医学部・歯学部は公益社団法人医療系大学間共用試験実施評価機構、6年制薬学部ではNPO法人薬学共用試験実施センター、獣医学部ではNPO法人獣医学教育支援機構が実施している。医学部では2020年から上記の臨床実習前に加え、6年次に受験するPost-CC OSCE（Post-Clinical Clerkship OSCE、臨床実習後OSCE）の正式実施が開始された。

## 概要
医学部、歯学部、獣医学部、6年制薬学部の学生が、臨床実習を行う臨床能力を身につけているかを試す実技試験である。1975年に英国で提唱されて以来、臨床能力を客観的に評価する優れた方法としてヨーロッパと北米を中心に普及。2011年現在は世界数十か国で導入されている。日本ではOSCEという名称ではなく客観的臨床能力試験という名称で1988年に筑波大学が初めて導入した。オスキーという呼称は1994年川崎医科大学が使い始めた。2001年より医学部歯学部においてOSCEトライアルが開始され、2005年12月より正式に実施された。薬学部においては、6年制薬学部の学生が初めて5年次に進級する前の2010年に初めて実施された。獣医学部では2013年から3回のOSCEトライアルを実施し、2016年から正式実施が開始された。
医学部のOSCEは医療面接、胸部診察、腹部診察、神経診察、救急、頭頚部診察、バイタルサイン等、歯学部のOSCEは、医療面接、口腔内診査、テンポラリー・クラウンの作成、バイタルサイン等、獣医学部のOSCEは臨床面接、小動物身体検査、大動物身体検査、無菌操作または皮膚融合、薬学部のOSCEは患者・来局者応対、各種薬剤の調製、無菌操作、情報の提供等が課題として出される。
これら6年制の学部ではOSCEとCBT（両者で共用試験）の受験が制度化されており、例えば医学部であればどこの医学部でも受験時期がやや前後するものの医学OSCEと医学CBTに合格しなければならない。
2013年1月17日、全国医学部長病院長会議が記者会見をし、共用試験を合格した学生に「student doctor」を付与すると発表。2014年から医学部生に対して、学生医カードの交付が開始された。歯学部では2019年から「student dentilst」認定制度が開始された。
2021年5月28日、令和3年法律第49号「良質かつ適切な医療を効率的に提供する体制の確保を推進するための医療法等の一部を改正する法律」によって医師法・歯科医師法が改正されたことにより、共用試験に合格した者は当該大学の臨床実習において指導医の指導監督の下に、知識及び技能の修得のために医業または歯科医業がおこなえることになった(医師については2023年4月から、歯科医師については2024年4月から)。また、医師法では2025年(令和7年)4月から、歯科医師法では2026年(令和8年)4月から、それぞれ国家試験の受験資格が共用試験合格者に限られることと法定化された。
6年制の学部以外では、看護学科(札幌市立大学、茨城県立医療大学、共立女子大学など：看護師)や栄養学科(城西大学、東京医療保健大学など：管理栄養士)、放射線学科（東京都立大学、茨城県立医療大学、帝京大学など：診療放射線技師）、口腔保健学科（歯科衛生士）などで、学内試験、学内実習などにOSCE形式を取り入れている大学がある。

## 公的試験化
医学部生、歯学部生については1991年の「前川レポート」（臨床実習検討委員会最終報告）、2018年に再度整理された「門田レポート」（医学部の臨床実習において実施可能な医行為の研究報告書）によって，臨床実習における医行為の範囲が示され，かつ実習開始前には学生の能力を厳しく評価し、合格することが求められてきた。それに伴い、2014年から医学部では「student doctor」制度、2019年から歯学部で「student dentilst」の認定制度が開始された。2020年5月に厚生労働省の医道審議会医師分科会の報告書(シームレスな医師養成に向けた共用試験の公的化といわゆる Student Doctor の法的位置づけについて)で医学部生と、歯学部生のOSCEが公的な試験となることが決定した。
2021年5月28日法律第49号「良質かつ適切な医療を効率的に提供する体制の確保を推進するための医療法等の一部を改正する法律」によって医師法・歯科医師法が改正されたことにより、共用試験に合格した者は当該大学の臨床実習において指導医の指導監督の下に、知識及び技能の修得のために医業または歯科医業がおこなえることになり、それぞれ国家試験の受験資格が共用試験合格者に限られることと法定化された。
2023年8月公的試験としてのOSCEが開始された。